# HP Data Protector
HPE Data Protector — программное обеспечение корпорации Hewlett Packard Enterprise для обеспечения автоматического резервного копирования (РК) и восстановления данных, а также централизованного управления соответствующими политиками и процессами.
Решение применимо для компаний любого размера, поддерживает различные операционные системы (Windows, Linux, Solaris, Unix), различные источники данных (файлы, СУБД, виртуальные среды) и различные системы хранения данных (ленточные, дисковые накопители, виртуальные библиотеки).
Решение поддерживает дедупликацию данных, гранулярное восстановление данных, резервное копирование с нулевым простоем Zero Downtime Backup (ZDB) и мгновенное восстановление информации Instant Recovery (IR)
Решение используется в более чем 40 000 компаний по всему миру, включая саму компанию Hewlett Packard Enterprise (резервное копирование 50 000 серверов совокупной емкостью свыше 80 петабайт)
В решении максимально полно реализована интеграция с аппаратными платформами HPE (например HPE StoreOnce).
Поскольку Micro Focus приобрела HPE Software в 2017 году, теперь она называется Micro Focus Data Protector.

## История
Впервые продукт был выпущен на рынок под названием OmniBack компанией Apollo Computer в 1989 г. В этом же году компания была приобретена компанией Hewlett-Packard.
С выходом версии 5.0 в 2002 г. продукт бы переименован в HP Openview Storage Data Protector.
После разделения Hewlett-Packard на Hewlett Packard Enterprise (HPE) и HP Inc. продукт носит название HPE Data Protector и входит в группу HPE Information Management Software . 
Micro Focus приобрела HPE Software в 2017 году, теперь она называется Micro Focus Data Protector

## Архитектура
Система резервного копирования состоит из следующих компонентов:
- Центрального компонента Сell server для управления всеми заданиями резервного копирования;
- одного или более компонентов резервного копирования Media agent, осуществляющих запись информации на целевые устройства резервного копирования, а также производящих server-side дедупликацию;
- одного или более клиентов (Disk Agent или Application agents), занимающихся корректным чтением информации на резервируемых серверах.

Cell Server управляет резервным копированием, раздает задания на создание резервных копий в соответствии с настроенными политиками РК, ведет базу результатов резервного копирования и хранит данные о местонахождении резервных копий. Все данные хранятся в Internal Database (IDB), построенной на PostgreSQL. Частью Cell Manager является также Installation Server, позволяющий удаленно устанавливать, обновлять и удалять ПО, необходимое для работы клиентов РК. Управление возможно как через графический интерфейс (GUI), так и через командную строку (CLI).
Медиа агенты (Media agents) осуществляют запись данных, полученных от клиентов резервного копирования, на целевые устройства РК (ленточные библиотеки, дисковые библиотеки и пр.).
Медиа агенты имеют как Ethernet подключение к сетевой инфраструктуре и серверу управления cell server, так и подключение к сети SAN для передачи данных на хранение на СХД.  Медиа агенты могут быть установлены в любой точке инфраструктуры (выделенный сервер, сервер с защищаемым приложением, виртуальная машина, сервер с cell manager и т.д.). Осуществляют server-side дедупликации при необходимости.
Клиенты (Disk Agent, backup agent, application agent) резервного копирования — агентское ПО, необходимое для корректного чтения данных защищаемых хостов и отправку их медиа агентам. Клиенты могут работать с различными типами данных, присутствующими в инфраструктуре, например базы данных Oracle, Microsoft, приложения SAP, почтовые базы данных Microsoft Exchange, файловые системы различных операционных систем, среды виртуализации VMware и пр. Клиенты обеспечивают консистентность данных путём интеграции с API защищаемых приложений (например VSS или VADP). HPE Data Protector поддерживает большое количество ОС и приложений.
В случае построения географически распределенных сложных схем резервного копирования, возможно использование нескольких групп клиентов и медиасерверов, каждая под управлением своего cell server. В этом случае для централизованного управления всей архитектурой используется компонент Manager of Managers (MoM).

## Дедупликация данных
Программное обеспечение HP Data Protector позволяет осуществлять дедупликацию данных в соответствии с технологией HP StoreOnce Federated Deduplication как на клиентах (source based), так и на медиасервере (backup server) или же на системах хранения данных(target based).
Преимущества каждого из способов дедупликации:
- Source based (сервера резервируемых приложений)
Наиболее существенное снижение трафика
Избавление от необходимости дополнительного оборудования в окружении ЦОД
- Backup server
Снижение нагрузки по дедупликации с сервера приложения
- Target-based
Нагрузка только на целевое устройство бэкапа

Дедупликация HPE StoreOnce работает со скоростью до 1.8TB в час. .
Целевыми устройствами хранения резервных копий, поддерживающими дедупликацию, могут быть специализированные дисковые устройства (Purpose built backup appliances), например такие как  HPE StoreOnce, а также программно-эммулируемое хранилище, созданное на базе любых дисков.
Для эффективной защиты распределённых инфраструктур есть возможность совмещать вышеперечисленные виды дедупликации в зависимости от требований конкретной среды. Кроме того, для обеспечения катастрофоустойчивости можно организовать репликацию данных между несколькими хранилищами HPE StoreOnce, расположенными на разных площадках. В случае наступления чрезвычайной ситуации данные можно будет быстро восстановить на резервной площадке. Между площадками будут пересылаться только изменённые (дедуплицированные) блоки данных.

## Защита виртуальных сред
HPE Data Protector поддерживает работу как с физическими, так и с виртуальными окружениями в рамках одной конфигурации. Поддерживаются различные решения по виртуализации, включая VMware vSphere, Microsoft Hyper-V и Citrix XenServer.
Технологии оптимизации бэкапа и восстановления объектов виртуальных сред, доступных в HPE Data Protector:
- Быстрое копирование и восстановление виртуальных машин по SAN за счёт интеграции со специальными средствами гипервизоров (VADP, VSS), а также с возможностями дисковых массивов по созданию мгновенных снимков и клонов данных;
- Гранулярное восстановление. Возможность восстановить отдельные файлы виртуальных машин VMware напрямую из резервной копии, минуя промежуточное восстановление виртуального диска или всей машины;
- Старт виртуальной машины напрямую из резервной копии. Позволяет получить быстрый доступ к виртуальной машине и выполнить её миграцию обратно в продуктивную среду в фоновом режиме;
- Автоматическое обнаружение виртуальных машин и назначение политик их защиты. Позволяет организовать эффективную защиту динамичных виртуальных инфраструктур без необходимости ручного добавления их в спецификации резервного копирования;
- Возможность резервного копирования реплик виртуальных машин MS Hyper-V. Таким образом, снимается бэкапная нагрузка с основного сервера;
- Поддержка облачных сред VMware vCloud Director (vCD). Поддерживается резервное копирование и восстановление на уровне объектов иерархии vCD: vDataCenters, vApps.

## Гранулярное восстановление (Granular Recovery Extensions, GRE)
Гранулированное восстановление (Granular Recovery Extensions) — расширения для приложений, позволяющие получить возможность частичного восстановления отдельных компонентов резервной копии приложения. Например, гранулярное восстановление VMware представляет собой дополнительный раздел в консоли управления vSphere, позволяя администратору VMware восстанавливать vmdk файл или даже конкретный файл внутри этого vmdk файла. А модуль GRE для SharePoint позволяет восстанавливать конкретный документ, коллекцию или каталог прямо из интерфейса SharePoint. Модуль для Microsoft Exchange позволяет восстанавливать отдельные письма. Дополнительным преимуществом гранулярного восстановления является возможность переложить часть задач по восстановлению с бэкап-администратора на администраторов приложений.

## Резервное копирование с нулевой нагрузкой ZDB и мгновенное восстановление информации IR
HPE Data Protector позволяет выполнять резервное копирование файловых систем  и приложений, не создавая при этом дополнительную нагрузку на копируемый продуктивный сервер. Для этого на поддерживаемом дисковом массиве создается мгновенный снимок (snapshot), который презентуется выделенному бэкап-хосту, и резервное копирование данных на момент создания снимка производится с этого бэкап-хоста, позволяя продуктивному серверу продолжить работу без снижения производительности (Zero downtime backup, ZDB). После окончания резервного копирования созданные снимки на массиве можно либо удалить, либо оставить и использовать их для обеспечения «мгновенного восстановления». В этом случае происходит переключение томов на массиве, и текущие диски восстанавливаемого сервера заменяются на ранее сохраненные. Такой процесс позволяет производить восстановление больших объёмов данных за очень короткое время (Instant Recovery, IR).

## Автоматизированное восстановление после сбоев (bare metal recovery)
В случае возникновения аппаратных сбоев на защищаемых серверах HPE Data Protector позволяет восстановить не только информацию из резервных копий, но и операционную систему, драйверы устройств и другую информацию, необходимую для загрузки сервера «с нуля» (восстановление на «голое железо», Bare Metal Recovery).
Это позволяет полностью восстановить конфигурацию критичных серверов в более сжатые сроки, чем традиционное восстановление. Поддерживается восстановление на неидентичное оборудование (с возможностью загрузки недостающих драйверов), а также восстановление P2V и V2P (из резервных копий физических серверов в виртуальные среды и наоборот).
Данный функционал полностью интегрирован в HPE Data Protector, позволяя создавать загрузочные образы на основе имеющихся резервных копий HPE Data Protector, не прибегая для этого к дополнительным продуктам.

## Интеграция с системами мониторинга MS SCOM и HPE OM
Для систем мониторинга Microsoft System Center Operations Manager (MS SCOM) и HPE Operations Manager (HPE OM) существуют специальные модули HPE Data Protector - Management Pack for MS SCOM и Smart Plug-in for HPE OM, позволяющие включить в перечень объектов мониторинга и отчётности MS SCOM и HPE OM инфраструктуру Data Protector. Данный модуль позволяет производить автоматическое обнаружение компонентов, отрисовку топологий сред резервного копирования HPE Data Protector, а также осуществлять мониторинг и проактивно управлять службами и устройствами в контексте резервного копирования из единой централизованной консоли MS SCOM или HPE OM.

## Синтетическое и полное виртуальное резервирование
Синтетическое резервное копирование позволяет отказаться от длительных сеансов полного резервного копирования информации. Эта технология обеспечивает слияние всех инкрементных резервных копий с предыдущим полным бэкапом для получения синтетической полной резервной копий.
Если все резервные копии, полная и последующие инкрементные, записываются в одну и ту же файловую библиотеку, то возможен ещё более эффективный вариант синтетического резервного копирования — виртуальное полное резервирование.

## Возможность подключения облачного хранилища
На текущий момент существует возможность осуществления резервного копирования не только на собственные устройства, но и на специализированное облачное хранилище. Облачное хранилище состоит из более чем 14 датацентров по миру с общим объёмом более 50 петабайт.

## Шифрование данных
HP Data Protector поддерживает шифрование данных как до отправки на системы хранения данных, так и средствами систем хранения данных, например LTO Encryption, по выбору пользователя.